# 长瓣马铃苣苔
长瓣马铃苣苔（学名：Oreocharis auricula），为苦苣苔科马铃苣苔属下的一个植物种。